# Гервиц, Эли
Э́ли Ге́рвиц (ивр. אלי גרביץ‎, при рождении Илья́ Я́ковлевич Ге́рвиц) — израильский юрист, адвокат, общественный деятель, публицист, президент крупнейшей русскоязычной адвокатской коллегии в Израиле «Эли (Илья) Гервиц».

## Биография
Родился в городе Коростень, Украинская ССР. Отец — Яков Борисович Гервиц, мать — Элла Борисовна Гервиц. До 16 лет жил в Риге. Учился в средней школе №13. В 1990 году вместе с родителями репатриировался в Израиль. Окончил юридический факультет Тель-Авивского университета. Служил в генеральной прокуратуре Армии обороны Израиля. После службы вернулся в университет и с отличием окончил магистратуру. Магистр коммерческого права.

## Профессиональная деятельность

### Карьера
Начал юридическую карьеру в 1993 году. Работал стажёром в адвокатской фирме, юридическим переводчиком, преподавателем юридических дисциплин, офицером военной прокуратуры, адвокатом.

### Коллегия «Эли (Илья) Гервиц»
Эли Гервиц — основатель и президент крупнейшей русскоязычной адвокатской коллегии в Израиле «Эли (Илья) Гервиц».

### Известные дела
Возвращение в Россию из Израиля ребёнка, похищенного у матери-россиянки (2009 год). Исключительность случая в том, что суд Израиля встал на сторону матери-россиянки, а не отца-израильтянина.
Оказание юридической помощи Божене Рынской в получении израильского гражданства.
Коллегия, возглавляемая Эли Гервицем, участвовала в громких международных делах, затрагивающих различные юрисдикции, таких, как дело сбитого самолёта «Сибирских авиалиний», автокатастрофа автобуса с питерскими туроператорами в Эйлате

## Общественная деятельность

### Членство в организациях
Член общественного совета Российского еврейского конгресса.
Член Президиума Торгово-Промышленной палаты «Израиль–Россия».

### Выступления в СМИ
В течение многих лет Эли Гервиц выступает в качестве эксперта и юридического комментатора на телевидении (Первый канал, Россия-1, НТВ, RTVi, на израильском канале Израиль-плюс), на радио (Бизнес ФМ, Коммерсантъ ФМ, Радио Медиаметрикс), на международных и российских сетевых ресурсах (Bloomberg, ТАСС, РИА Новости, РБК, Коммерсантъ, Форбс, Банкир.ру, Секрет фирмы и т.д.).
Ведет авторские колонки и блоги на сайтах Эхо Москвы, Форбс, Сноб, Ридус.

## Преподавательская деятельность
Выступал с лекциями в Московском государственном университете им. М.В. Ломоносова и Московском государственном институте международных отношений.

## Шахматы
Кандидат в мастера спорта по шахматам. Учился в Риге у Александра Кобленца. В 12 лет сыграл вничью две сеанс-партии с чемпионом мира по шахматам Михаилом Талем.